# Fabrizio Poli
Fabrizio Poli (Bordighera, Italia, 26 de mayo de 1989) es un futbolista italiano que juega de defensa en la Juventus Next Gen de la Serie C.

## Trayectoria
Nacido en Bordighera, debutó en la categoría absoluta con el U. S. Sanremese Calcio, descendiendo de la Lega Pro Seconda Divisione. Tras una temporada completa como refuerzo en la Serie D se incorporó al también equipo de cuarta división Savona F. B. C.
Tras actuar como titular con el Savona, se trasladó al U. S. Arezzo. Sin embargo, tras ser utilizado escasamente con el equipo de la Lega Pro Prima Divisione se incorporó al Carpi F. C. 1909 en agosto de 2010. Tras disfrutar de dos ascensos (el primero en su temporada de debut en el club), debutó en la Serie B el 14 de septiembre de 2013, siendo titular en la derrota por 0-2 en casa contra el Empoli F. C. Al comienzo de la temporada 2015-16 de la Serie A, eligió la camiseta número 5.
En verano de 2015 se marchó al Novara Calcio. Sin embargo, el 28 de enero de 2016 regresó al Carpi. El equipo estaba clasificado como el tercero por la cola de la Serie A 2015-16 en ese momento. Debido a que el número 5 fue cedido al también defensa Cristian Zaccardo, se cambió para utilizar la camiseta con el número 13.
El 26 de agosto de 2019 firmó con el Virtus Entella.
El 9 de agosto de 2021 pasó a la Juventus Next Gen. El 22 de agosto debutó con la Juventus de Turín "B" en una victoria por 3-2 en la Copa Italia Serie C contra el SSD Pro Sesto. El 17 de febrero de 2022 marcó su primer gol con la Juventus de Turín "B" con un remate de cabeza tras un saque de esquina en un partido que ganaron por 4-0 contra el Piacenza Calcio.

## Estadísticas

### Clubes
Actualizado al último partido disputado el 20 de octubre de 2024.
| Club                       | Div.          | Temporada     | Liga  | Liga  | Copas nacionales | Copas nacionales | Copas internacionales | Copas internacionales | Total | Total |
| Club                       | Div.          | Temporada     | Part. | Goles | Part.            | Goles            | Part.                 | Goles                 | Part. | Goles |
| -------------------------- | ------------- | ------------- | ----- | ----- | ---------------- | ---------------- | --------------------- | --------------------- | ----- | ----- |
| S. S. Arezzo · Italia      | 3.ª           | 2009-10       | 5     | 0     | 0                | 0                | —                     | —                     | 5     | 0     |
| S. S. Arezzo · Italia      | Total club    | Total club    | 5     | 0     | 0                | 0                | 0                     | 0                     | 5     | 0     |
| Carpi F. C. 1909 · Italia  | 3.ª           | 2010-11       | 15    | 1     | 2                | 0                | —                     | —                     | 17    | 1     |
| Carpi F. C. 1909 · Italia  | 3.ª           | 2011-12       | 31    | 1     | 1                | 0                | —                     | —                     | 32    | 1     |
| Carpi F. C. 1909 · Italia  | 3.ª           | 2012-13       | 32    | 2     | 2                | 0                | —                     | —                     | 34    | 2     |
| Carpi F. C. 1909 · Italia  | 2.ª           | 2013-14       | 14    | 0     | 1                | 0                | —                     | —                     | 15    | 0     |
| Carpi F. C. 1909 · Italia  | 2.ª           | 2014-15       | 30    | 2     | 1                | 0                | —                     | —                     | 31    | 2     |
| Novara Calcio · Italia     | 2.ª           | 2015-16       | 22    | 1     | 0                | 0                | —                     | —                     | 22    | 1     |
| Novara Calcio · Italia     | Total club    | Total club    | 22    | 1     | 0                | 0                | 0                     | 0                     | 22    | 1     |
| Carpi F. C. 1909 · Italia  | 1.ª           | 2015-16       | 10    | 0     | 0                | 0                | —                     | —                     | 10    | 0     |
| Carpi F. C. 1909 · Italia  | 2.ª           | 2016-17       | 41    | 0     | 2                | 0                | —                     | —                     | 43    | 0     |
| Carpi F. C. 1909 · Italia  | 2.ª           | 2017-18       | 37    | 2     | 2                | 0                | —                     | —                     | 39    | 2     |
| Carpi F. C. 1909 · Italia  | 2.ª           | 2018-19       | 31    | 3     | 1                | 0                | —                     | —                     | 32    | 3     |
| Carpi F. C. 1909 · Italia  | Total club    | Total club    | 241   | 11    | 12               | 0                | 0                     | 0                     | 253   | 11    |
| Virtus Entella · Italia    | 2.ª           | 2019-20       | 16    | 5     | 0                | 0                | —                     | —                     | 16    | 5     |
| Virtus Entella · Italia    | 2.ª           | 2020-21       | 27    | 1     | 1                | 0                | —                     | —                     | 28    | 1     |
| Virtus Entella · Italia    | Total club    | Total club    | 43    | 6     | 1                | 0                | 0                     | 0                     | 44    | 6     |
| Juventus Next Gen · Italia | 3.ª           | 2021-22       | 30    | 1     | 1                | 0                | —                     | —                     | 31    | 1     |
| Juventus Next Gen · Italia | 3.ª           | 2022-23       | 27    | 1     | 5                | 2                | —                     | —                     | 32    | 3     |
| Juventus Next Gen · Italia | 3.ª           | 2023-24       | 15    | 0     | 0                | 0                | —                     | —                     | 15    | 0     |
| Juventus Next Gen · Italia | 3.ª           | 2024-25       | 1     | 0     | 0                | 0                | —                     | —                     | 1     | 0     |
| Juventus Next Gen · Italia | Total club    | Total club    | 73    | 2     | 6                | 2                | 0                     | 0                     | 79    | 4     |
| Total carrera              | Total carrera | Total carrera | 384   | 20    | 19               | 2                | 0                     | 0                     | 403   | 22    |